# Underarm
| Underarmens ytliga muskler.                   | Underarmens djupa muskler. |
| Underarmens ytliga respektive djupa muskler.  |                            |
| Baksida                                       |                            |
| Höger underarmsben, fram- respektive baksida. |                            |

Underarm (latin: antebrachium) är i människans kropp det andra segmentet i den övre extremiteten. Underarmen avgränsas upptill (proximalt) av armbågen (cubitus) och överarmen (brachium) och nedtill (distalt) av handloven (carpus).
Underarmen är normalt bredast proximalt. Detta beror på att de muskler som böjer (flekterar) och sträcker ut (extenderar) fingrarna sträcker sig över hela underarmen. Deras huvudsakliga muskelmassa finns proximalt intill armbågen varifrån långa senor sträcker över mellanhanden (metacarpus) och ut till fingrarnas leder. Denna konstruktion gör handen slank vilket ökar dess precision. Underarmen påverkas således direkt av armbågsleden (art. cubiti) och handleden (art. radiocarpea) men har stor betydelse för samtliga leder ända ut till fingertopparna.

## Skelett
Underarmens två ben (ossa antebrachii), armbågsbenet (ulna) och strålbenet/spolbenet (radius), ledar till varandra i två vridleder (övre, art. radioulnaris proximalis samt nedre radioulnarleden, articulatio radioulnaris distalis). Dessa två leder medger inåtrotation (pronation) och utåtrotation (supination) av handen.
I den anatomiska grundställningen är de båda underarmsbenen parallella. Armbågsbenet är massivt proximalt vid armbågen för att bli tunt distalt där det knappt når fram till handleden. Strålbenet är tunnare proximalt för att distalt sluta i ett stort block som ledar mot handloven.

## Muskler
Huvudartikel: Handens muskler
Musklerna i underarmen verkar såväl på armbågsleden, handleden och fingerlederna. Dessa muskler är uppdelade i två muskelgrupper: Flexormusklerna på underarmens framsida och extensormusklerna på baksidan. Musklerna i båda dess grupper är uppdelade i ytliga och djupa muskler.
De ytliga extensormusklerna utgår från överarmsbenets (humerus) yttre (laterala) epikondyl (epicondylus lateralis humeri). De ytliga flexormusklerna utgår från överarmsbenets inre (mediala) epikondyl (epicondylus medialis humeri). Om man vrider underarmen till en ställning mellan supination och pronation förstår man lätt varför dess muskler har sina fästen på detta vis.
Underarmens djupa muskler har sina ursprung proximalt på underarmsbenen samt den senhinna som omger musklerna (fascia antebrachii) och membrana interossea mellan underarmsbenen.
Armbrytning, klättring och tennis är sporter som förknippas med starka underarmar.